# Prawa człowieka w Singapurze
Prawa człowieka w Singapurze są łamane według międzynarodowych organizacji (m.in Human Rights Watch, Freedom House). Organizacje międzynarodowe krytykują przede wszystkim surowe prawo w Singapurze – za niektóre przestępstwa wykonuje się karę śmierci lub chłostę. Singapurskie prawo zezwala na wykonywanie kar cielesnych na obcokrajowcach, którzy złamali przepisy na terenie państwa.

## Kary cielesne
Kary cielesne za łamanie kodeksu karnego wykonuje się rocznie na setkach skazańców. Chłosta grozi m.in. za wandalizm, przekroczenie terminu wygaśnięcia wizy, przestępstwa seksualne, porwania, narkomanię czy kradzieże. Więzień jest przywiązywany do drewnianej tablicy. Ciosy wymierza się z całej siły w obnażone pośladki. Ciosy przecinają skórę i sprawiają duży ból. Według Amerykańskiego Departamentu Stanu, w 2012 roku wychłostano 2203 osoby.
Światowa dyskusja nad karami cielesnymi rozpoczęła się w 1994 roku za sprawą Michaela Faya, amerykańskiego nastolatka wychłostanego za zniszczenie samochodów i własności publicznej. O ułaskawienie Faya apelował Bill Clinton, ówczesny prezydent Stanów Zjednoczonych.
Obcokrajowiec, który łamie singapurskie prawo, jest karany według singapurskiego kodeksu karnego. W marcu 2015 roku 22-letni Andreas von Knorre i 21-letni Elton Hinz zostali skazani na dziewięć miesięcy więzienia i trzy uderzenia długą pałką z rattanu za pomalowanie sprejem wagonu kolei podziemnej. Skazani Niemcy byli ubrani w uniformy więzienne: w białe podkoszulki i brązowe spodnie z napisem „więzień”. Według Amerykańskiego Departamentu Stanu, w 2012 roku wychłostano 1070 cudzoziemców (głównie za wandalizm lub łamanie prawa emigracyjnego).

## Cenzura
W Singapurze istnieje cenzura, a rząd sprawuje kontrolę nad mediami. Cenzura dotyka głównie lokalnych artystów, którym ograniczono swobodę ekspresji.

## Sytuacja polityczna
Singapur określa się jako kraj autorytarny. Władzę w Singapurze sprawuje Partia Akcji Ludowej. Początkowo w Singapurze skazywano na śmierć osoby sprzeciwiające się władzy, ale obecnie za krytykę władzy grozi wytoczenie procesu o zniesławienie. Procesy o zniesławienie kończą się zazwyczaj nakazem zapłaty ogromnego odszkodowania, przez co wielu skazanych staje się bankrutami. Surowo karany jest nepotyzm i korupcja. W 1986 roku minister rozwoju narodowego Teh Cheang Wan wziął ponad 400 tys. dolarów łapówki od pewnych amerykańskich firm za ułatwienia w inwestycjach w Singapurze. Po wszczęciu postępowania Teh Cheang Wan popełnił samobójstwo w obawie o skazanie go na karę śmierci.

## Kara śmierci
W Singapurze wykonuje się karę śmierci. Według ONZ, w latach 1994-1998 Singapur wykonał najwięcej wyroków śmierci w przeliczeniu na liczbę mieszkańców (13,57 wyroków na milion mieszkańców). Kara śmierci grozi za zabójstwo, piractwo (pod warunkiem, że ktoś w wyniku piractwa poniósł śmierć), asystowanie przy samobójstwie osoby niepełnoletniej, posiadanie narkotyków (w 2013 roku zniesiono karę śmierci, zamieniając ją na dożywocie, za posiadanie niewielkiej ilości narkotyków), przestępstwa przeciwko prezydentowi, próbę przeprowadzenia masowych buntów, korupcję wśród urzędników i dążenie do wywołania wojny.

## Wolność religijna
Rząd nadal utrzymuje zakaz działalności Świadków Jehowy (od roku 1972) i Kościoła Zjednoczeniowego (od roku 1982) oraz nałożył ograniczenia na kilka innych grup religijnych.